# スカート
スカート（英: skirt）は、腰より下を覆う筒状の衣服である。単に「スカート」と言うと女性用のスカートをさすことが多い。ズボンと異なり、筒が股の所で分かれておらず、両脚が1つの筒に包まれる（ただし、股の所で分かれているキュロットをスカートに入れることがある）。
テニスなどのスポーツで着られる短いスカートのようなものはスコートと呼ばれるが、語源はスカートと同じである。

## スカートの分類

### 長さによる分類
その丈により、ロングスカート、ミニスカート、ミディスカートに分けられる。スカートの長さの流行と景気の動向との関連などが取り上げられることもある。
ロングスカートは着用者の膝よりも丈が長くなるもので、総丈70 cm以上あるものを呼ぶことが多い。ロングでも更に丈が長く、踝以上のものはマキシスカートと呼ばれる。
ミニスカートは総丈が膝より上までのもので、総丈45 cmから50 cmのものが多い。更に丈の短いミニスカートはマイクロミニスカート（マイクロミニ）と呼ばれる。

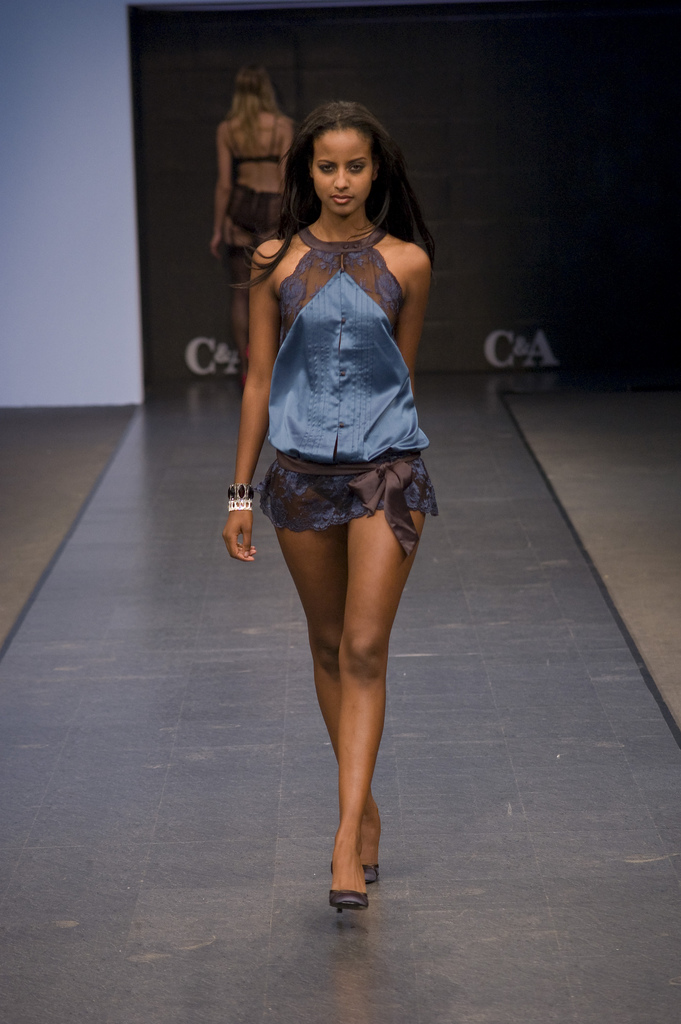
マイクロスカート
ちょうど尻を覆う程度の極端に短いスカート。膝上20 cmから30 cmの太腿があらわになる丈のものを指す。股下ギリギリ丈のものは、ウルトラマイクロミニや超マイクロミニなどとよばれる。
ミニスカート（英: mini skirt）

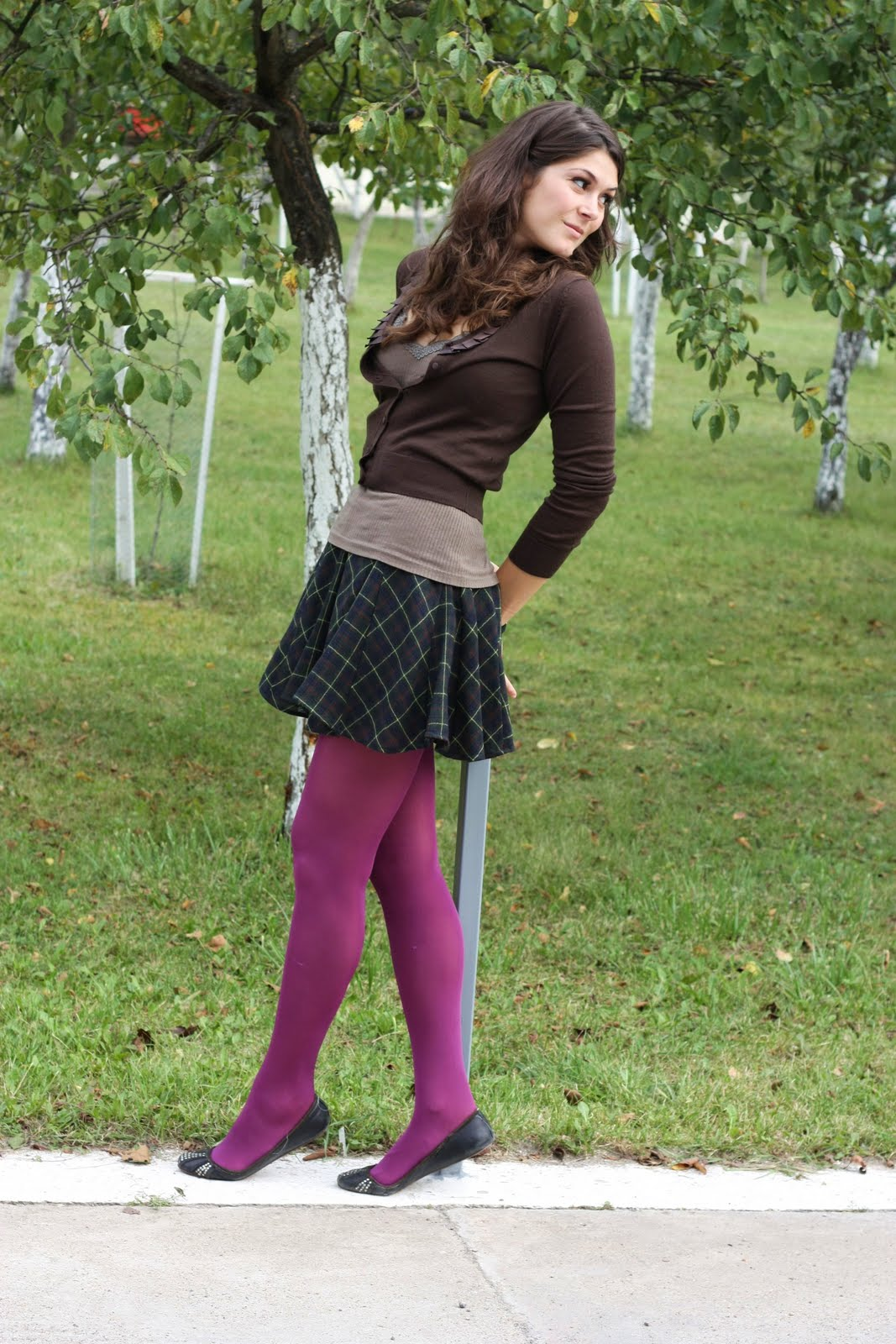
ミニスカート

膝よりも上の丈のスカート。一般には膝上10 cmから20 cm程度の太腿丈のものを指す。若さ、自由、大胆さ、冒険を表現する女性たちに支持され、1962年ごろから1970年代まで大流行した。1986年ごろから再び流行し、スカート丈の一表現として定着した。
ミディスカート
膝が隠れるくらいの膝下丈のスカート。呼び名は、1960年代末に少しずつ浸透し広まり、一般的な名称として受け入れられた。
ミモレ丈スカート（ミモレスカート）
脹脛の中間丈のスカート。

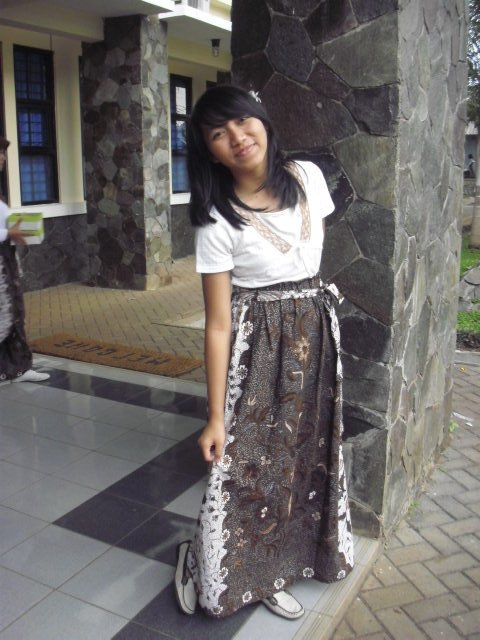
マキシスカート
足首から床に届くほどの踝丈のロングスカート。1960年代に流行したミニスカートに対抗するものとして誕生した。多くはたっぷりと広がるスカートで、ブーツと合わせることが多かった。

### 着用法による分類

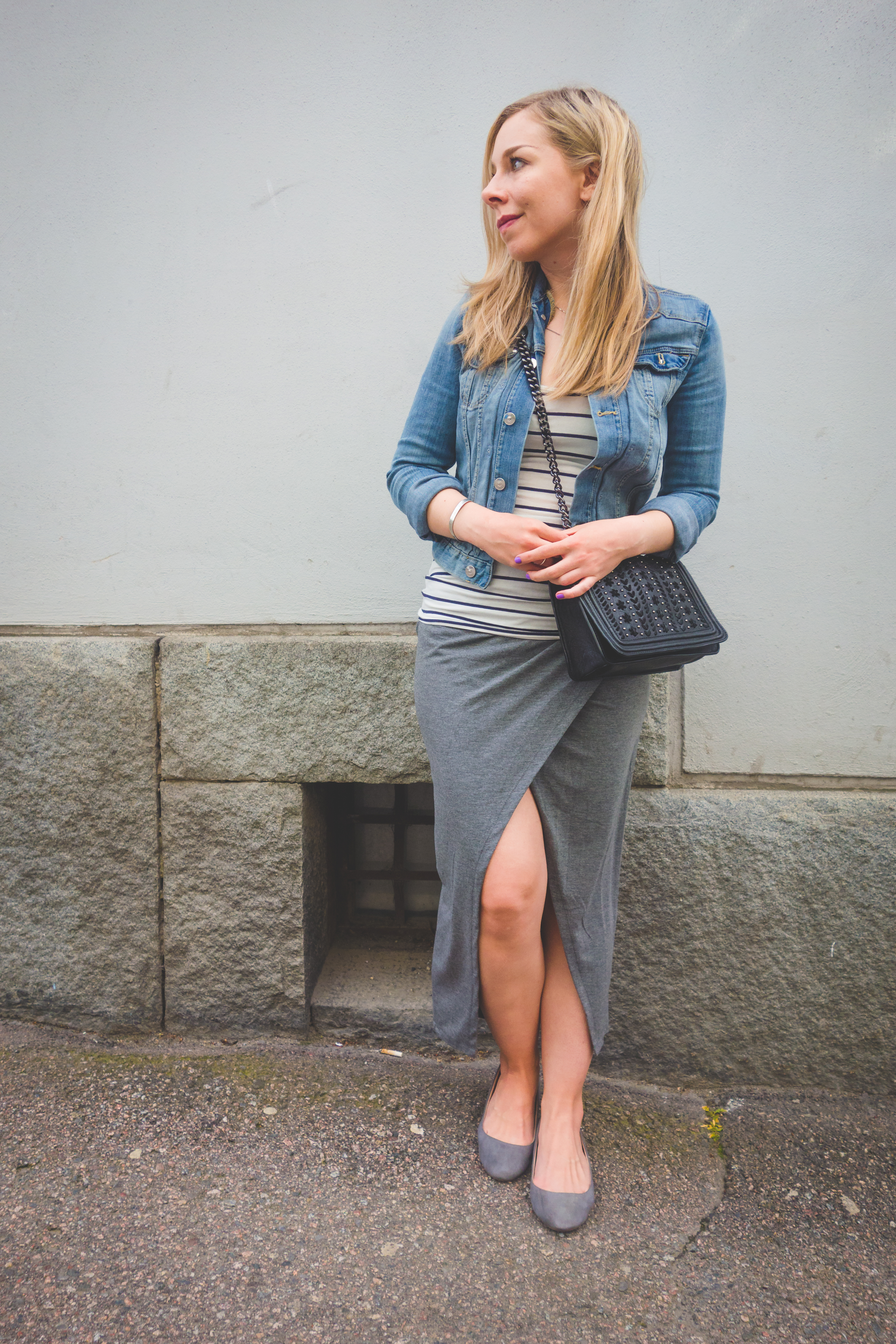
ラップスカート
1枚の布を巻き付けてウエストで留めた単純な物。1枚の長方形の布で作られ、体に1回巻き付けて前で布を重ね合わせて留める。
サスペンダースカート
ウエスト部分に取り付けた左右一対の細紐（吊り紐）で肩から吊り下げるようにしたスカートの総称。紐は共布で作られ、背中では十文字に交差されるものが多い。日本では戦前に流行して以来、小中学校の制服など主に少女服を中心に多く用いられた。
サロペットスカート（胸当てスカート）
サロペットスカートは英語のsalopetteとskirtを合わせた和製英語で、サロペットのボトムがスカートになったもの。胸当ての付いた吊りスカートのことをいう。ジーンズで作られたオーバーオールのスカートもサロペットスカートといわれるが、サロペットとは本来は吊り紐が背中で交差された物をいい、現在主流のハイバックタイプはサロペットには分類されていなかった。

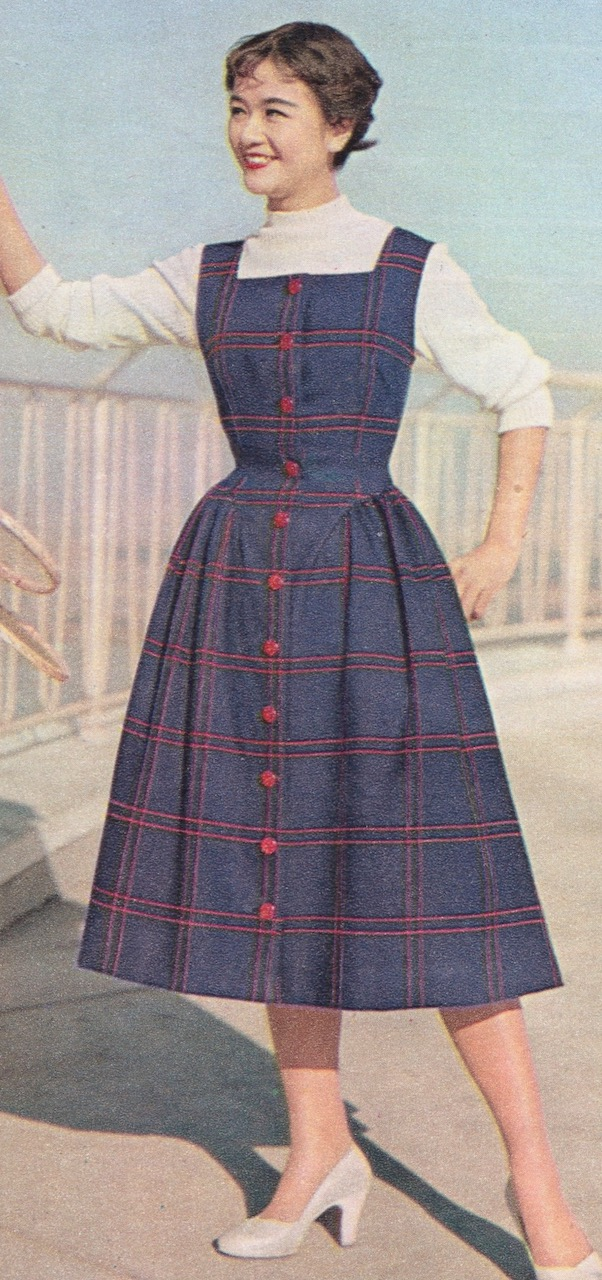
ジャンパースカート
ジャンパースカートは英語のjumperとskirtを合わせた和製英語で、吊りスカートと混同されがちだが、こちらは前後共に身頃の付いた袖のないワンピース状のスカートのこと。下にブラウスやシャツを着ることが多い。学校や企業の制服、マタニティドレスとして幅広く用いられている。袖が無いという点においてワンピースとは異なる。
フープスカート（パニエスカート）
鯨の髭やプラスチックなどでできた張り骨で傘のように大きく広げたスカート。一般にロングスカートであり、ドレスの一部をなすことが多い。衛生的な便所が完成する以前の中世の欧州では、上流階級の女性は一般的にフープスカートを着用したまま立位で排尿していた。なお、このため当時は下腹部に密着する下着（パンティーなど）が着用される習慣はなかった。
ロースラングスカート
腰の低い位置に引っ掛けるように穿くスカート。ファッションデザイナーの高田賢三が1976年春夏コレクションで発表した腰の低い位置に巻き付けたスカートを、『ウィメンズ・ウェア・デイリー (WWD)』誌が名づけた。

### 形状による分類

#### シルエットに特徴があるスカート

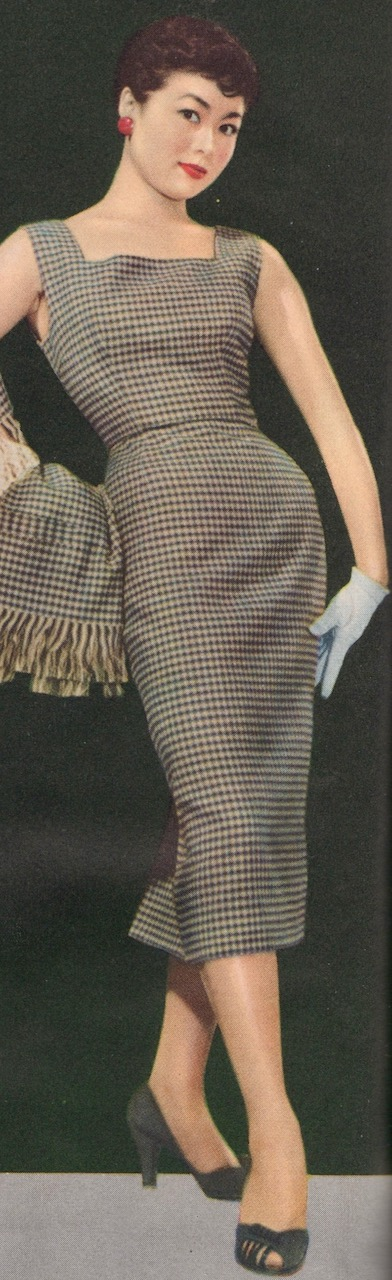
タイトスカート
ウエストから腰にかけてフィットし、ヒップの寸法がそのまま裾までストレートに採られているスカート。ストレートスカートとほぼ同意。
ペンシルスカート
腰部から裾まで、鉛筆のように真っ直ぐな細身のシルエットを持つタイトスカートのなかの一種。1940年代に、使用する布地が少なく経済的であることから普及し始まったスカートで、1950年代からこの名でよばれるようになった。

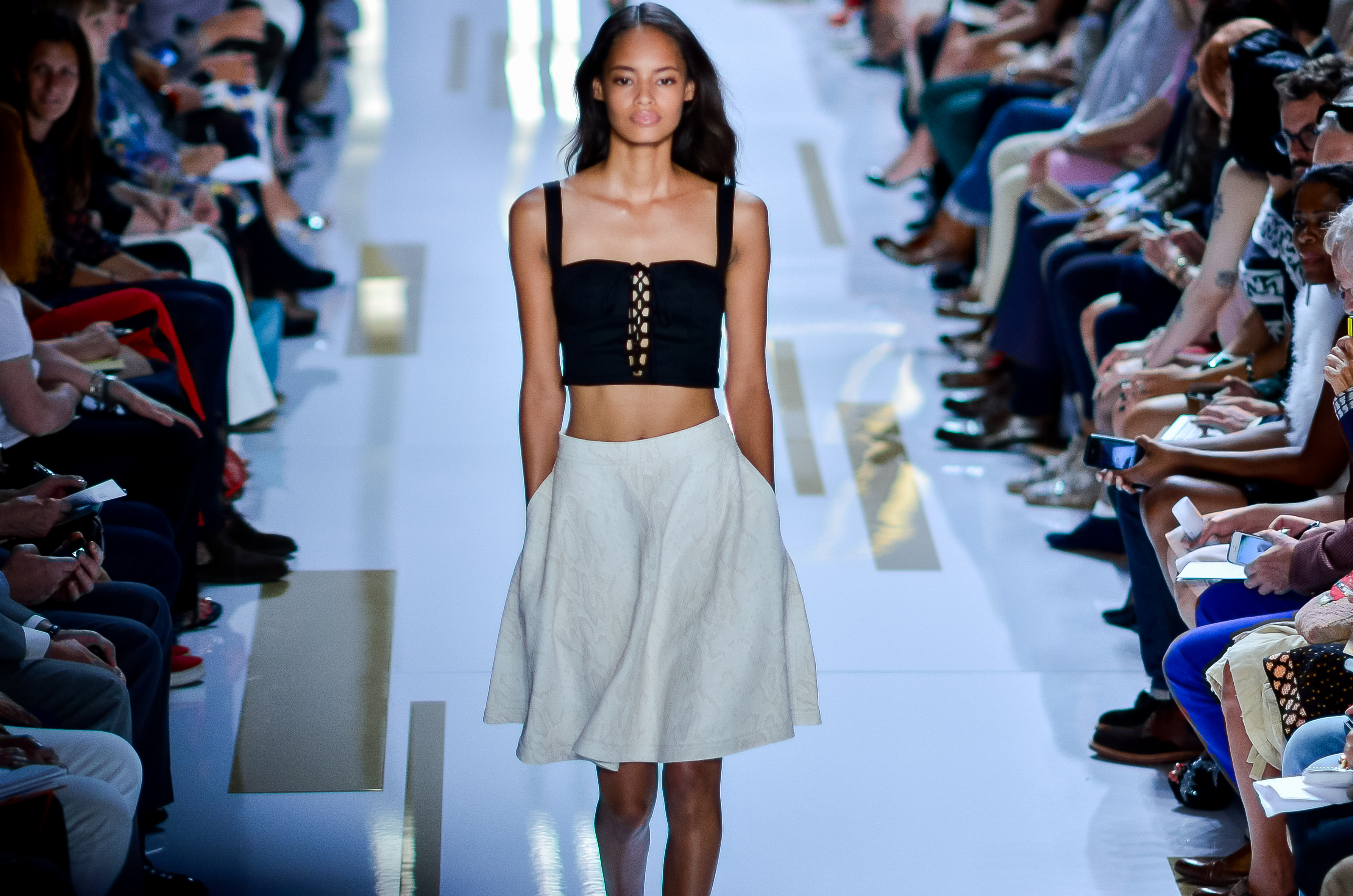
フレアスカート
ぴったりしたウエストから裾へ波打ってアサガオの花びらのように広がりのある形のスカート。
バブルスカート
ウエストからギャザーを寄せて腰部を膨らませて、裾で細くつぼめた膝上丈のスカート。チューリップのような形からチューリップスカートともよばれる。
トランペットスカート
ストレートラインの裾に大きなひだ飾りやプリーツで裾広がりにしたスカートで、裾の形がラッパのトランペットのようであることからよばれている。
ハイウエストスカート
一般のスカートのウエストラインよりもさらに高い位置にウエストラインがあるスカート。腰位置を高く見せることで、脚を長く見せる効果が期待される。
バルーンスカート
1960年代以降に登場した風船形のスカート。全体にボリュームの有るシルエットで、ギャザーを入れたウエストから膝までの部分が風船のような形になるように、裾をベルト状の布をつけて絞ったスカート。
マーメイドスカート（マーメイドラインスカート、英: mermaid line skirt）
人魚の下半身に似た形状からこう呼ばれる。ウエストからタイトスカートのように身体にそったまま、膝〜膝下あたりで裾に向かって人魚の尾ひれのように広がったシルエットのスカート。裾はフレアやプリーツ、ギャザーなどの形状になっている。タイトスカートのパターンにフレアなデザインを複合したもの。女性らしいシルエットなので、ドレスなどに多用される。
アンブレラスカート
ウエストが絞られ、裾にフレアが入ったボリューム感を持たせた裾の広がり方が、ちょうど傘を開いた時のようなシルエットをもつスカート。何枚かの三角形の布を縦に縫い合わせてつくられる。パラソルやパラシュートの形にも似ることから、パラソルスカート、パラシュートスカートともよばれる。
キュロットスカート
一見、普通のスカートのように見えるズボンのように股の分かれた膝丈のスカート。キュロット (culotte) はフランス語で、英語のスカートとの合成語。実際にはパンツの形態だが、静止している状態はスカートのように見えることからスカートにも分類される。別名、スプリットスカート、パンツスカート、ディバディットスカートなど様々な呼び方がある。
Aライン・スカート（英: A-line skirt）

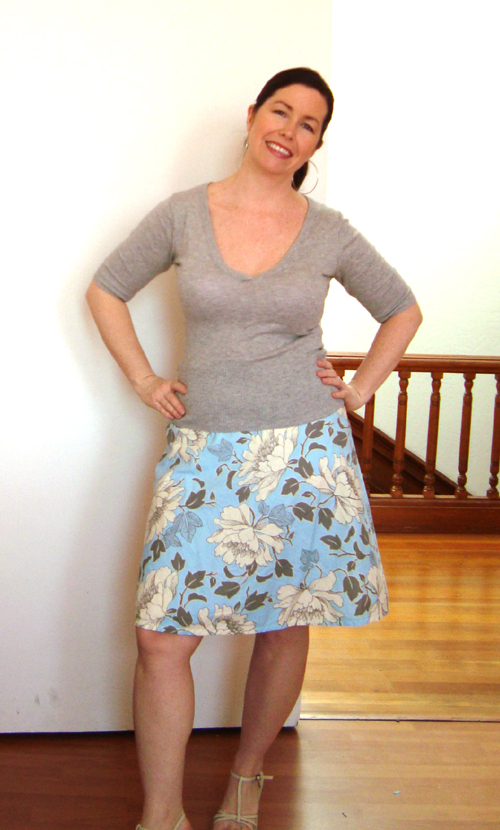
Aライン・スカート

アルファベットのAの形のように末広がりの膝下丈のスカート。クリスチャン・ディオールが発表して以来、1960年代初めに流行した。
ホブルスカート（en:Hobble skirt）
裾を極端に絞って、腰と裾の間にギャザーを寄せたスカート。

#### 縫製に特徴があるスカート
ゴアードスカート（英: gored skirt）
数枚の襠（まち）を接ぎ合わせて仕立てたスカート。ウエストはフィットし、裾にかけて広がりを持つ。フランス語で襠を意味するゴデ（godet）から派生したゴディトスカート（英: godet skirt）と同意。
ティアードスカート

ティアード スカート

ウエスト切り替えを用いているスカートの総称。多くはウエスト・裾と並行に一本 - 数本の段が入れられた切り替えを持つスカート。
サーキュラースカート（英: circular skirt）

サーキュラースカート

ウエストを中心に広げたときの生地が円形になるように縫製して作るスカート。フレアスカートの中の一つに分類される。
プリーツスカート（英: pleated skirt）

車ひだのプリーツスカート

プリーツ（英: pleats、襞＝ひだ）を付けたスカート（オール・アラウンド・プリーティド・スカートの略）。プリーツの数は、1 - 全体のプリーツまで。プリーツ加工の種類によって、箱襞（ボックスプリーツ）スカート、車襞（ワンウェイプリーツ）スカート、前襞スカート、アコーディオンプリーツスカート、サンバースプリーツスカートなどに分類される。また、襞の位置によって、サイドプリーツ、バックプリーツなどと区分されることがある。
アコーディオン・プリーツスカート（英: accordion pleated skirt）
楽器のアコーディオンのように均一に細い幅のプリーツで折られた全円裁ちのスカート。
インバーティッド・プリーツスカート（英: inverted pleated skirt）
前後の中心線、あるいは前後のどちらかで、インバーティッド・プリーツ（ひだ山を突き合わせたプリーツ）が入ったスカート。
ボックスプリーツスカート（ボックスプリーテッドスカート、英: box pleated skirt）

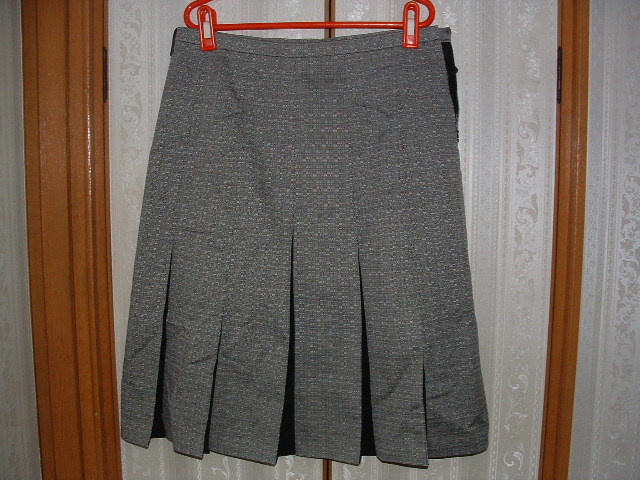
複数箱ひだのボックスプリーツスカート

ボックスプリーツ（箱ひだ）をたたんだスカート。

ギャザースカート（英: gather skirt）
長方形に裁った布を縫い合わせて、ウエスト部を絞って縫い縮めたスカート。ギャザーとは寄せる、集める、縮めるという意味。ウエスト部分を絞り、裾の部分がタップリとしているスカート。
フレアーギャザースカート（ギャザーフレアスカート、英: gatherd and flared skirt）
フレアを入れた布を縫い合わせたギャザースカートの一種で、一般のギャザースカートよりも裾周りが広い。

ヒップボーンスカート（ヒップハンガースカート）
本来のウエスト位置よりも下、腰骨上にスカートの上端がフィットするようにデザインされているスカート。ウエスト位置にウェストベルトを作らず、裏に見返しを縫い合わせて仕立てることが多い。丈の長短を問わず、ウェストのディテールで分類される。

### 素材による分類
羊毛
純毛、混紡、ウールサージ
綿
デニム、コーデュロイ、別珍
麻
合繊
ポリエステル、レーヨン、アクリルなど
皮革
豚革、牛革、ワニ革など

### 用途による分類
正装
タイトスカート、フレアースカートなど
学校制服
プリーツスカート、吊りスカート、ジャンパースカートなど
企業制服
タイトスカート、ジャンパースカートなど
作業服
サロペットスカートなど
運動着
ランニングスカート、スコートなど

## 文化

### 西洋
ローマ時代の末期になると男性の服装では北方の衣装に由来するズボン形式が浸透し始めた。一方、ロマネスク末期になると女性の服装では「ひも締め」を用いてウェストを細くする形式、男性の服装ではズボン形式が採用されるようになった。この男性の衣装と女性の衣装の形式的な対称性は、ゴシック期からルネッサンス期を経て、近世になるにつれて明白になり、現代に至るまで影響を与えている。
ゴシック期にはゴアード・スカートの一種である長い引き裾のスカートが出現している。また、ルネッサンス期にはファーズィンゲール（farthingale）により大きく膨らませたような形式のスカートが出現した。

### スコットランド
スコットランドの伝統衣装「キルト」はゲール族・ケルト族の歴史的スカートであり、スコットランド民族服の一つである。フォーマルな場で着られ、インフォーマルな場で着られることは少ない。

### バルカン半島諸国
ギリシャ等にフスタネーラ（英語ではファスタネラ、fustanella）がある。

### インドネシアやマレー半島

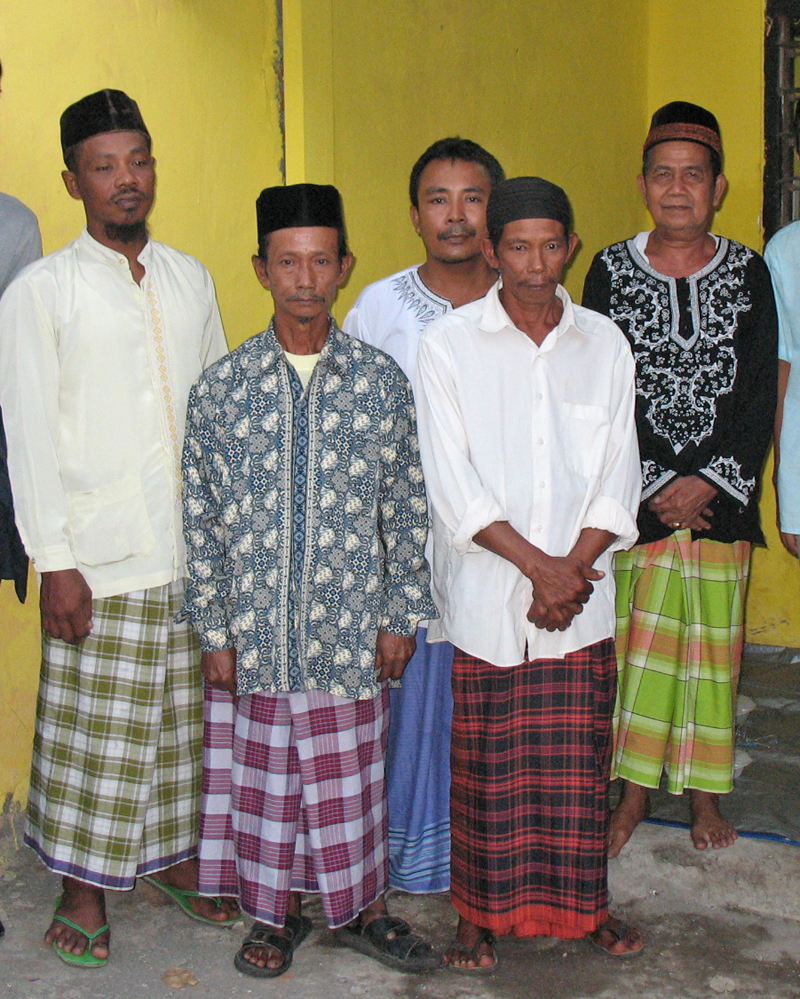
サロン（ジャワ島）

スカートのように腰回りを覆う衣類であるサロン（sarong）がある。サロンは様々な文化において多々の名前で呼ばれており、ハワイ島とポリネシア(サモア・トンガ・タヒチ・フィジー)ではパレオやラバーラバ、インドではドウティ・ルンギー、南インドでは mundu などである。

### ブータン
ブータンの男性の民族衣装「ゴ」は、膝まで長さのあるローブである。国民服として政府機関・学校・公的な場においては終日着用することが求められる。

### 日本
以前の日本では女性のほとんどがスカートを着用し、成人女性の一般的服装として広く見られていた。日本の若い人には、おしゃれの一環として寒くても「痩せ我慢」をしてスカートを穿くことを好む文化がある。

#### ダブルボトム

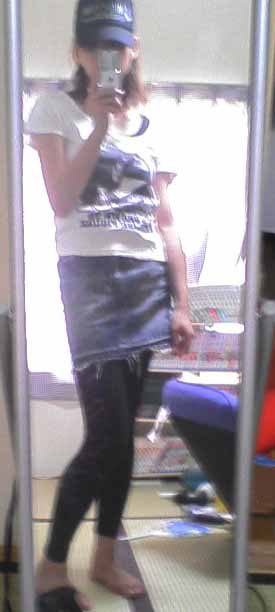
スカート + スパッツ

スカートは通常、ショーツやガードルの上か、ストッキング・タイツの上に穿く。つまり下着の上に直接穿くもので、防寒などの目的で下にショートパンツ・ブルマー・スパッツ等を穿く場合もスカートより丈の短いものが使用されてきたが、2000年以降より、スカート丈より長いレギンス（丈の長いスパッツ）・ズボン（スキニージーンズなど）などとの重ね着が広まっている。
また女子高生などが制服のときに行うファッションとして、寒い屋外などで一時的にスカートの下にジャージを重ね穿きする、通称「はにわルック」もこの一種である。
2007年には『日刊ゲンダイ』に『街で目に付く若い女の超ヘンなファッション』としてミニスカートやショートパンツの下にレギンスやスパッツを合わせたファッションについて言及された。
近年では、ズボン、特にジーンズなど厚めのボトムスで太く見えがちなヒップラインや下腹部に密着するクロッチラインを隠すための目的で、ズボンと合わせて着用することを前提として丈が非常に短い「ヒップカバースカート」と呼ばれるスカートも作られている。チュニックの丈が短めでヒップが覆いきれない場合にチュニックの下にさらに重ね着として、あるいはウエストのラインを強調する場合に細身のトップスおよびズボンと合わせて着用されることが多い。

### メンズ・スカート
丈が長いものや、ダブルボトムで男性が身に着けるためのいわゆるメンズ・スカートと呼ばれるアクセサリーがある。広義的には男性向けファッションデザインに合わせたスカートとなっている。
ドン・キホーテや通販などで仮装として売られているセーラー服やメイド服において男女兼用もしくは男性用コスチュームと明記されていることもある。